# Jeremy Adler
Jeremy Adler (* 1. října 1947 Londýn), syn H. G. Adlera, je britský básník a profesor německého jazyka na King's College London. Mimo jiné se ve stopách svého otce věnuje dílu Franze Baermanna Steinera.
Adler obdržel pamětní stříbrnou medaili Jana Masaryka během oslavy 30. výročí sametové revoluce od velvyslance České republiky 5. listopadu 2019 v Londýně.

## Dílo
- The Electric Alphabet